# Lawrence Kasdan
Lawrence Kasdan (Miami, 14 februari 1949) is een Amerikaans filmregisseur en scenarioschrijver.

## Loopbaan
Lawrence Kasdan debuteerde als scenarioschrijver in de jaren 70, toen hij zijn scenario voor de film The Bodyguard verkocht aan Warner Bros. De film werd wel pas gedraaid in 1992. In 1979 schreef Kasdan mee aan het scenario voor The Empire Strikes Back. Nadien schreef hij ook mee aan de scenario's voor de films Raiders of the Lost Ark (1981) en The Return of the Jedi (1983). In 1981 debuteerde hij als regisseur met de film Body Heat. Hij werd in zijn carrière vier keer genomineerd voor een Oscar.

## Filmografie

### Scenario
- 1979: Star Wars: Episode V: The Empire Strikes Back
- 1980: Raiders of the Lost Ark
- 1981: Continental Divide
- 1982: Star Wars: Episode VI: Return of the Jedi
- 1992: The Bodyguard
- 2015: Star Wars: Episode VII: The Force Awakens

### Productie
- 1987: Cross My Heart
- 1988: Immediate Family

### Regie
- 1981: Body Heat
- 1985: Silverado
- 1983: The Big Chill
- 1988: The Accidental Tourist
- 1989: I Love You to Death
- 1991: Grand Canyon
- 1994: Wyatt Earp
- 1995: French Kiss
- 1999: Mumford
- 2003: Dreamcatcher